# رينان فونسيكا
رينان فونسيكا (بالبرتغالية: Renan de Oliveira Fonseca‏) هو لاعب كرة قدم برازيلي في مركز الدفاع، ولد في 13 أغسطس 1990 في أورو فينو في البرازيل. لعب مع بوتافوغو ريغاتاس وريد بول برازيل ونادي إيتوانو ونادي بونتي بريتا.

## وصلات خارجية
- رينان فونسيكا على موقع قاعدة بيانات كرة القدم.إي يو (الإنجليزية)
- رينان فونسيكا على موقع Soccerway.com (الإنجليزية)